# Цытович, Мартиниан Илларионович
Мартиниан Илларионович Цытович (1822—1879) — русский действительный статский советник, Киевский окружной интендант.

## Биография
Родился в 1822 году в Санкт-Петербургской губернии.
С 1841 года после окончания Аудиторского училища Военного министерства был произведён в гражданский чин XII класса и определён на службу по Министерству юстиции с прикомандированием к военному ведомству.
С 1860 года коллежский асессор — обер-провиантмейстер Провиантского департамента по Херсонской губернии.
С 1866 года надворный советник — начальник отдела, с 1869 года коллежский советник — председатель Приёмной комиссии Окружного интендантского управления Одесского военного округа.
С 1870 года статский советник — председатель Приёмной комиссии Окружного интендантского управления Киевского военного округа
С 1873 года чиновник особых поручений VI класса при начальнике Главного интендантского управления.
С 1877 года действительный статский советник — чиновник особых поручений V класса при полевом интендантском управлении действующий армии во время Русско-турецкой войны. С 1978 года и.д. помощника, помощник и с 1879 года и.д. Киевского окружного интенданта.
Умер 18 января 1879 года в Киеве.

## Награды
- Орден Святого Станислава 2-й степени с Императорской короной (1861)
- Орден Святой Анны 2-й степени с Императорской короной (1867)
- Орден Святого Владимира 4-й степени (1873)

Медали:
- Медаль «В память войны 1853—1856»

## Семья
Дети:
- Николай — действительный статский советник, ректор Императорского Киевского университета
- Виктор — действительный статский советник, член Варшавской судебной палаты
- Василий — статский советник, член Киевского окружного суда

Братья:
- Николай (1832—1888) — тайный советник, член Главного военного суда Российской империи.
- Иван (1836—1891) — генерал-майор
- Илларион (1839—1908) — статский советник, инспектор Петербургского горного института.